# Park Row (Film)
Park Row ist ein US-amerikanisches Filmdrama aus dem Jahr 1952 von Samuel Fuller, der den Film auch produzierte und das Drehbuch schrieb.

## Handlung
Der Reporter Phineas Mitchell trifft sich 1886 mit Kollegen in einer New Yorker Bar. Die Barkeeperin Jenny O’Rourke ist mit Steve Brodie verheiratet, der einen Sprung von der Brooklyn Bridge plant, um berühmt zu werden. Mitchell gerät in Wut über die Absicht seiner Zeitung The Star, mit der Hinrichtung eines unschuldigen Mannes den Verkauf zu steigern. Nachdem er am Grab des Hingerichteten eine Gedenktafel aufgestellt hat, die die Zeitung für seinen Tod verantwortlich macht, wird er von der Herausgeberin Charity Hackett zum Rapport bestellt. Mitchell verurteilt ihre Handlungsweise und wird von vielen Angestellten unterstützt, die daraufhin von Hackett gefeuert werden.
Der Drucker Charles Leach hört Mitchells Vorstellungen einer ehrlichen und moralischen Zeitung, die er leiten würde. Leach bietet ihm dafür seine Büroräume und seine Druckmaschine an. Innerhalb weniger Stunden hat Mitchell seine gefeuerten Kollegen eingestellt und schreibt einen Artikel über Brodies erfolgreichen Brückensprung. Alle arbeiten die Nacht durch, um die neue Zeitung am nächsten Morgen herausbringen zu können. Als Druckmedium der Zeitung The Globe muss Papier aus Metzgereien herhalten. Der Erfolg der Erstausgabe ist so groß, dass Hackett sich den neuen Konkurrenten anschauen will. Mitchells Flirtversuche lassen sie kalt. Als Mitchell am Nachmittag eine Siegesparade für Brodie abhält, erkennt sie, dass er in kurzer Zeit die Unterstützung der Nachbarschaft erworben hat. Mitchells Starreporter, der alternde Josiah Davenport, informiert ihn über die Freiheitsstatue, ein Geschenk des französischen Volkes. Zur Fertigstellung der Statue müssen 100.000 Dollar aufgebracht werden. Mitchells Zeitung unterstützt den patriotischen Plan und verspricht, den Namen jeder Person, die in einen Spendenfonds einzahlt, zu veröffentlichen.
Zur gleichen Zeit arbeitet Mitchells Freund, der Erfinder Ottmar Mergenthaler, erfolglos an der Entwicklung seiner Linotype-Setzmaschine. Hackett will ihn zum The Star locken, doch Mergenthaler macht ihr seine hohen moralischen Vorstellungen klar. Unterdessen werden die Räumlichkeiten des The Globe erweitert. Der junge Hilfsarbeiter Rusty lernt viel von seinen erfahrenen Vorarbeitern. Mitchell lässt Neuerungen zu, wie z. B. Nennung des Verfassers eines Artikels und Verkauf an Zeitungsständen. Als er erfährt, dass Hackett in der nächsten Ausgabe die Freiheitsstatue als List der Franzosen, Kredite zu erhalten, erscheinen lassen will, kann er mit einem früher erscheinenden Artikel ihre Attacke gegen das Projekt abwehren. Insgeheim hat er sich in seine Konkurrentin verliebt. Als sie ihn abends besucht, bietet sie ihm eine Fusion an. Mitchell küsst sie, lehnt aber das Angebot ab. Rachsüchtig will sie den The Globe vom Nachschub an Papier und Tinte abschneiden. Ihr Geschäftsführer Riley heuert ein paar Ganoven an, die die Zeitungsstände zerstören und den Lastwagen mit dem Nachschub angreifen. Dabei werden Rustys Beine von dem Lastwagen überrollt. Mitchell kann die Ganoven stellen und niederschlagen. Er beschuldigt Hackett, einen Krieg begonnen zu haben.
Kurze Zeit später wird Mitchell aufgefordert, alle Gewinne aus gefälschten Fondsbelegen zurückzuzahlen. Er findet heraus, dass hinter den Fälschungen Riley steckt. Am Abend schreibt Davenport einen Artikel über den Betrug, doch die Druckerei wird überfallen und der Artikel gestohlen. In den Trümmern der Druckerei findet Mitchell den toten Davenport und einen von diesem selbstgeschriebenen Nachruf. Davenport habe mit seinem Tod solange gewartet, bis er einen Mann mit hohen Idealen zur Rettung der Presse findet. Ermutigt durch Davenports Glaube in Mitchell arbeiten alle Angestellten ohne Pause an Mergenthalers mittlerweile fertiggestellten Setzmaschine. Bei Sonnenaufgang ist das erste Exemplar gedruckt, doch wird die Druckerei erneut angegriffen und die Druckerpresse zerstört. Frustriert trinkt Mitchell, bis er einschläft.
Als Mitchell erwacht, halten ihm seine Angestellten ein frisch gedrucktes Exemplar hin. Hackett erscheint und erklärt, dass Riley zu weit gegangen sei und von ihr gefeuert wurde. Sie habe Davenports Nachruf gelesen und daraufhin ihre Zeitung eingestellt. Mitchell und Hackett umarmen sich. Monate später wird die Freiheitsstatue fertiggestellt.

## Produktion

### Hintergrund
Gedreht wurde der Film vom 22. Januar bis Anfang Februar 1952 in den General-Service-Studios in Hollywood.
Fuller schrieb das Drehbuch, das auf seinen eigenen Erfahrungen im Zeitungswesen basierte.
Für Hintergrundaufnahmen suchte Fuller in New York Straßenzüge mit Kopfsteinpflaster und Gebäude, die im späten 19. Jahrhundert erbaut wurden.
Die Druckerpresse, die im Film zum Einsatz kam, wurde mit Plänen von 1878 nachgebaut.
Als Werbung für seinen Film bat Fuller 1.700 Zeitungen des Landes um Erlaubnis, deren Titel in der Eröffnungssequenz zeigen zu dürfen. Jede der Zeitungen bekam eine 16-mm-Kopie des Films nach Abschluss der Dreharbeiten zugeschickt. Trotz allem war der Film ein finanzieller Misserfolg, der Fullers Produktionsgesellschaft schon mit dem ersten Film in den Ruin trieb.

### Stab
Edward R. Robinson war für das Szenenbild zuständig.

### Besetzung
In kleinen nicht im Abspann erwähnten Nebenrollen traten Robert Carson, Edward Clark, Heinie Conklin und Snub Pollard auf.

## Historischer Hintergrund
Ottmar Mergenthaler (1854–1899), der Erfinder der Linotype-Setzmaschine, konnte die Maschine im Juli 1886 fertigstellen und bei der New York Tribune vorstellen.
Die Figur des Steve Brodies ist historisch. Brodie (1863–1901) gab an, von der Brooklyn Bridge gesprungen zu sein und war damit der erste Mensch, der einen solchen Sprung überlebt hat. Es wurden jedoch Zweifel laut, Brodie wurde u. a. vorgeworfen, zum Aufschlagspunkt geschwommen zu sein, nachdem eine Puppe von der Brücke geworfen wurde. Ein Artikel in der The New York Times brachte ihm den erhofften Ruhm ein.
Die Figur des Phineas Mitchell ist angelehnt an Joseph Pulitzer (1847–1911), den Herausgeber der Zeitung New York World, der versprach, jeden Teilnehmer an seiner Spendenaktion für die Freiheitsstatue namentlich zu veröffentlichen.
Der Filmtitel bezieht sich auf die Straße Park Row in Manhattan, die durch die ansässigen Zeitungen und Verlage den Spitznamen Newspaper Row bekam.

## Veröffentlichung
Die Premiere des Films fand am 1. September 1952 in Los Angeles statt. In der Bundesrepublik Deutschland wurde er am 6. Januar 1973 im deutschen Fernsehen ausgestrahlt. Er wurde auch unter dem Titel Park Row – Eine Zeitung für New York gezeigt.

## Kritiken
Der Filmkritiken-Aggregator Rotten Tomatoes hat in einer Auswertung von neun Kritiken eine Zustimmungsrate von 89 Prozent errechnet. Das Publikumsergebnis hat sich bei 85 Prozent positiver Bewertungen eingependelt.
Das Lexikon des internationalen Films schrieb: „Der ehemalige Reporter Sam Fuller hat dem Berufsstand ein sehr interessantes filmisches Denkmal gesetzt: Hervorragend in Fotografie und Rhythmus, treffend in der Milieubeschreibung, ungeschminkt realistisch in der Schilderung des Presse-Alltags, der von der Suche nach Sensationen und vom Kampf um die Auflage bestimmt wird.“
Die Filmzeitschrift Cinema befand: „Ex-Polizeireporter Samuel Fuller porträtiert die Gründerzeit des US-Journalismus. Klasse! Fazit: Packende Skizze aus dem Pressemilieu.“
A. H. Weiler von der The New York Times gab Samuel Fuller die Bestnote für sein Bemühen. Er bemängelte aber auch, dass Fuller sein Werk mit überlappenden Details so gefüllt habe, dass es mehr diffus als überzeugend und mehr verwirrend als energisch sei. Tatsächlich sei der Film, trotz Fullers Aufmerksamkeit für technische Feinheiten und dem Bekenntnis seines Helden zu journalistischer Freiheit und Ideale, ein weitschweifiger und wenig bemerkenswerter Report.
Manny Farber schrieb in der Zeitschrift The Nation, der Film habe durch das Fehlen von Fluss und einer falschen Besetzung nur in seiner dreisten Voreiligkeit einen Wert.